# Conférence de San Francisco

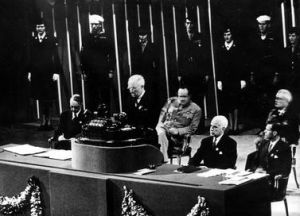
Harry S. Truman lors de la conférence de San Francisco. C'est lui qui a dû représenter les États-Unis, après la mort de Franklin Delano Roosevelt le 12 avril 1945.

La conférence de San Francisco se déroule du 25 avril au 26 juin 1945, à San Francisco. Elle permet notamment la création de l'Organisation des Nations Unies (ONU), avec la signature de la Charte des Nations Unies.
La conférence est initiée par les États-Unis et a regroupé 50 États, l'URSS représentant les sièges biélorusse et ukrainien, afin d'établir une alliance commune. Sa convocation avait été décidée en février lors de la conférence de Yalta. 
La délégation française est dirigée par Georges Bidault, ministre des Affaires étrangères du gouvernement provisoire de Charles de Gaulle. Georges Bidault obtient, avec le soutien de l'Union soviétique, du Canada et de plusieurs pays de l'Amérique latine, que le français soit langue de travail, à égalité avec l'anglais. C'est donc sur les instructions de De Gaulle que Bidault fit prévaloir le maintien du français comme langue officielle de l'ONU et comme langue de travail du Secrétariat de cette organisation avec l'anglais.

## Pays participants
| - Arabie saoudite - Argentine - Belgique - Bolivie - Brésil - Chili - République de Chine - Colombie - Costa Rica - Cuba - Danemark - Égypte - Équateur - États-Unis - Philippines - Empire d'Éthiopie - France | - Grèce - Guatemala - Haïti - Honduras - Irak - Iran - Liban - Liberia - Luxembourg - Mexique - Nicaragua - Norvège - Panama - Paraguay - Pays-Bas - Pérou - République dominicaine - Salvador | - Syrie - Tchécoslovaquie - Turquie - Union soviétique - RSS de Biélorussie - RSS d'Ukraine - Empire britannique - Australie - Canada - Inde - Nouvelle-Zélande - Afrique du Sud - Royaume-Uni - Uruguay - Venezuela - Yougoslavie - Pologne (non présent) |

Source: « Charter of the United Nations and Statute for the International Court of Justice », United Nations, 1945
L'Espagne, qui était non-belligérante au conflit mondial en 1939, puis a adopté juridiquement le statut de neutralité, n'a pas été invité à la conférence, puisque les Alliés la considéraient politiquement comme liée de facto aux régimes fascistes.

## Anecdote
En novembre 2001, le mensuel Le Monde diplomatique publie un article de l'écrivain et journaliste néo-zélandais Nicky Hager (en), expliquant notamment la façon dont les États-Unis ont profité de la localisation de la conférence sur leur territoire pour espionner massivement les diplomates présents dans leurs communications avec leur capitale respective. « Recueillis par les compagnies télégraphiques, leurs télégrammes, cryptés, furent décodés par des officiers opérant vingt-quatre heures sur vingt-quatre, puis transmis aux négociateurs américains. Ce fut un succès total… ».